# Майер, Ладислав
Ладислав Майер (чеш. Ladislav Maier, родился 4 января 1966 в Босковице) — чехословацкий и чешский футболист, игравший на позиции вратаря.

## Карьера

### Клубная
Воспитанник школ команд «Сокол» (Лажаны) и ЧКД Бланско. Карьеру начал в 1988 году в команде «Дрновице». В 1990 году отправлялся как перспективный игрок в «Зброёвку», но не вышел ни разу в основном составе команды, после чего вернулся обратно в «Дрновице». На следующий сезон его выкупил либерецкий «Слован», где Майер и провёл большую часть карьеры (148 игр). В 1998 году в возрасте 32 лет он перешёл из «Слована» в венский «Рапид», игравший в Бундеслиге Австрии. Фанаты скептически относились к новому игроку, но в своей первой игре Майер покорил их сердца, взяв два удара с 11-метровой отметки, тем самым став кумиром фанатов. В австрийском клубе Майер итого сыграл 151 игру в чемпионате, 13 игр в кубке и 21 игру в еврокубках, надолго став первым номером в команде. В 2002 году его стал вытеснять из основы клуба более молодой Хельге Пайер, однако Майер не только не возражал, а даже помогал своему одноклубнику завоевать место и не жаловался на непопадание в состав. После прихода Юргена Махо в клуб Майер и вовсе стал третьим вратарём. Последние игры он провёл в сезоне 2004/2005, после чего завершил свою карьеру. Ныне он работает спортивным директором «Слована».

### В сборной
В сборной он провёл только 7 игр, проиграв конкуренцию Павлу Срничеку и Петру Коубе. Несмотря на это, трижды его включали в заявку сборной Чехии на крупные турниры: на Евро-1996 и Евро-2000, а также на Кубок Конфедераций 1997 года. Там он законно получил свои награды: серебро-1996 и бронзу-1997.

## Интересные факты
- Когда Лотар Маттеус тренировал венский «Рапид», Майер постоянно его критиковал и однажды даже назвал «самым большим дураком». Майера поддержала команда, и Маттеусу пришлось уйти в отставку[1]